# Flå
Flå – norweskie miasto i gmina leżąca w regionie Buskerud.
Flå jest 159. norweską gminą pod względem powierzchni.

## Demografia
Według danych z roku 2005 gminę zamieszkuje 1014 osób. Gęstość zaludnienia wynosi 1,44 os./km². Pod względem zaludnienia Flå zajmuje 407. miejsce wśród norweskich gmin.
| ludność stan na 1 stycznia 2005 |         |           |       |
|                                 | kobiety | mężczyźni | razem |
| osób                            | 511     | 503       | 1014  |
| %                               | 50,39%  | 49,61%    | 100%  |

| wykształcenie stan na 1 października 2004 |        |         |        |        |
|                                           | podst. | średnie | wyższe | niezn. |
| osób                                      | 259    | 451     | 106    | 23     |
| %                                         | 30,87% | 53,75%  | 12,63% | 2,74%  |

## Edukacja
Według danych z 1 października 2004:
- liczba szkół podstawowych (norw. grunnskolar): 1
- liczba uczniów szkół podst.: 117

## Władze gminy
Według danych na rok 2011 administratorem gminy (norw. rådmann) jest Odd Egil Stavn, natomiast burmistrzem (norw. ordfører, d. borgermester) jest Tor Egil Buøen.